# The Forgotten Amazon
The Forgotten Amazon (tidligere: Posic Archaeological Project) er et dansk-peruviansk forskningsprojekt, der stræber efter at udforske Amazonas folkets oprindelse gennem arkæologiske udgravninger og naturvidenskabelige analyser. Indtil videre har projektet fokuseret på at undersøge den forhistoriske ruinby, Posic.

## Posic
Posic lokaliteten består af en masse mindre sektorer:
Posic A er den sydligste sektor og består hovedsageligt af levn fra inkakulturen. Posic A var sandsynligvis et regionalt Inka-administrationscenter med den karakteristiske standardarkitektur som kendes fra næsten alle inkalokaliteter i regionen. Det består af en Kancha (et anlæg af rektangulære tagdækkede huse, der åbner indad mod et fælles aktivitetsområde/gårdplads), en Kallanka (en stor hal til ceremonielle aktiviteter og/eller sociale samlinger), et bad, terrasser, en Usnu (ceremoniel platform) og to Inthuatanaer (solsten - det er yderst usædvanligt, at der er mere end én af disse på en lokalitet). Det store administrationscenter for Posic blev placeret ved grænsen mellem inkaerne og hvad de sandsynligvis betragtede som stammesamfund. En så stærk tilstedeværelse af inkaerne i et ellers marginalt område kan bedst forklares som udtryk for en stærk økonomisk interesse. Her var en mulighed for at få værdifulde jaguarskind, papegøjefjer, honning, kokablade, bomuld, guld og salt.
Posic B er den nordvestligste sektor og består hovedsageligt af levn fra chachapoyaskulturen (ca. 800-1470 e.kr.). Posic B var en bosættelse bestående af de karakteristiske rundhuse og terrasser.
Posic C befinder sig mellem Posic A og Posic B og består hovedsageligt af levn fra chachapoyaskulturen, men der ser ud til at være en tidligere horisont fra en lokal regnskovskultur, og det er også sandsynligt, at nogle af fundene hører til den senere inkakultur.